# 污染气象学
污染气象学是研究大气污染物的迁移、转化规律的一门科学，由于大气没有国界，污染气象学所要面对的往往是全球性大问题。目前全球最大的三个环境问题都属于污染气象学研究对象。即温室气体排放造成的全球变暖问题；氟氯烃排放导致形成臭氧层空洞造成的紫外线过多问题；二氧化硫排放造成的酸雨问题。污染气象学还为环境评价、工厂选址、城市规划等提供科学依据和计算方法。